# Carl Heinrich Weizsäcker
Carl Heinrich Weizsäcker (født 11. december 1822 i Öhringen, død 13. august 1899 i Tübingen) var en tysk evangelisk teolog, far til Carl von Weizsäcker. 
1847 habiliterede han sig som privatdocent ved det teologiske fakultet i Tübingen, men gik det følgende år ud i praktisk præstegerning og fortsatte dermed, til han 1861 blev udnævnt til F.C. Baurs efterfølger på den kirkehistoriske
lærestol i Tübingen. Som sin forgænger beskæftigede han sig fortrinsvis med den ældste kirkes historie og med nytestamentlige
spørgsmål. 
Hans mest bekendte arbejder er Untersuchungen über die evangelische Geschichte, ihre Quellen und den Gang ihrer Entwickelung (1864, 2. oplag 1901) og Das apostolische Zeitalter der christlichen Kirche (1886, 3. oplag 1902) samt en oversættelse af det Nye Testamente på moderne tysk, som, siden den udkom i 1875, har oplevet en mængde udgaver og nye optryk i forskelligt udstyr; i de 9 oplag,
der udkom inden hans død, blev der stadig foretaget forbedringer.